# ARA Almirante Irizar
ARA Almirante Irizar (Q-5) è un rompighiaccio dell'Armada de la República Argentina, varato nel 1978, stazza 14899 t, dotato di due elicotteri medi Sikorsky SH3 Sea King.
È intitolato a Julián Irizar, comandante della corvetta Uruguay che nel 1903 trasse in salvo i superstiti della spedizione Nordenskjöld-Larsen dispersa in Antartide.

## Servizio
Nel 1982 ha partecipato alla Guerra delle Falkland come nave ospedale.
È attualmente fuori servizio dopo i danni causati da un incendio a bordo durante la campagna antartica 2006-2007.
È rientrato in servizio oggi 1 gennaio 2018 sta partendo da Ushuaia per la campagna antartica, lo stiamo ammirando